# 切通村
切通村（きりどおしむら）は、かって岐阜県稲葉郡にあった村である。
現在の岐阜市切通などに該当する。
町村制で切通村の発足時は厚見郡であったが、郡の合併で稲葉郡の村となっている。

## 歴史
- 1803年（享和3年） - 陸奥国磐木平藩の美濃国の領地を治めるために、切通陣屋が築かれる。以降、この地は磐木平藩領であった。
- 1889年（明治22年）7月1日 - 町村制により、切通村発足。
- 1897年（明治30年）4月1日[2] - 方県郡の一部、厚見郡、各務郡が合併し、稲葉郡となる。当村は稲葉郡の村となる。
- 1897年（明治30年）4月1日 - 細畑村、蔵前村、高田村、芋島村、東中島村と合併し、南長森村発足。同日切通村は廃止となる。